# Henric Gerrit van Holthe tot Echten
Jhr. mr. Henric Gerrit van Holthe tot Echten, heer van Oostwaard (Nieuwersluis, 13 mei 1922 - Goes, 11 december 2001) was een Nederlands burgemeester van de CHU en later het CDA.

## Leven en werk
Van Holthe was een zoon van de burgemeester jhr. dr. Marie Louis van Holthe tot Echten en Agatha Johanna Elizabeth van Notten. Hij studeerde rechten in Leiden. Hij trouwde op 28 december 1948 te Dordrecht met Anna Bortha van Bruggen met wie hij vier kinderen kreeg. Na zijn scheiding is hij op 27 maart 1981 hertrouwd te Rozendaal met Anke Margaretha Jantina Boomsma, dochter van Tjeerd Jan Boomsma en Evertje Lotgering. Hij werd achtereenvolgens benoemd tot burgemeester van Dodewaard van 1955 tot 1965, van Zelhem van 1965 tot 1973 en van Renkum van 1973 tot 1986. Hij overleed in december 2001 op 79-jarige leeftijd te Goes.
Tijdens zijn burgemeesterschap van Renkum had hij een hoogoplopend conflict met de gemeentelijke hoofdagent De Goede. Deze laatste uitte regelmatig zijn kritiek in de media over het politieoptreden onder meer bij de inhuldiging van koningin Beatrix in Amsterdam in 1980, bij de ontruiming van kraakpanden in Nijmegen en in Amsterdam in 1981 en bij de demonstraties bij de kerncentrale van Borssele. Uiteindelijk ontsloeg Van Holthe tot Echten deze hoofdagent in 1983 wegens onbekwaamheid.